# ژان-باتیست لاسو
ژان-باتیست-آنتوان لاسو (به فرانسوی: Jean-Baptiste-Antoine Lassus) زادهٔ ۱۹ مارس ۱۸۰۷ در پاریس و درگذشته ۱۵ ژوئیه ۱۸۵۷ در ویشی، معمار فرانسوی متخصص معماری قرون وسطی بوده‌است.

## زندگی‌نامه
ژان-باتیست لاسو در ۱۸۲۸ در مدرسه عالی ملی هنرهای زیبا در کلاس‌های لویی هیپولیت لُبا با مقدمات معماری آشنا شد. کمی بعد اصول معماری را با شرکت در کلاس‌های هانری لابروست به خوبی فراگرفت. در ۱۸۳۳ در جریان نمایشگاهی در پاریس معروف به سالن (پاریس)، طرحی برای مرمت کلیسای سنت شاپل ارائه کرد که مدال درجه دو را برایش به ارمغان داشت. از جمله کارهای مهم و ماندگار او باید از مرمت موزه لوور و ده‌ها کلیسای فرانسه نام برد؛ از جمله: سن سِورَن، سن پیر، سن ژرمن لوروا، سن نیکلا نانت، سَکره کُر مولن، سن پیر دیژون و به ویژه کلیسای نوتردام پاریس در ۱۸۴۱ (میلادی).